# Mosstjärnet (Svanskogs socken, Värmland)
Mosstjärnet är en sjö i Säffle kommun i Värmland och ingår i Göta älvs huvudavrinningsområde. Sjöns area är 0,011 kvadratkilometer och den befinner sig 101 meter över havet.